# ここがロドスだ、ここで跳べ!
ここがロドスだ、ここで跳べ!
- 『イソップ寓話』の話を元にした成句であり、ヘーゲル『法の哲学』やカール・マルクス『資本論』で引用された（ここがロドスだ、ここで跳べ）。
- 山川健一による小説作品。
- AKB48のアルバム。本稿で記述する。

『ここがロドスだ、ここで跳べ!』（ここがロドスだ ここでとべ）は、AKB48の4thオリジナル・アルバム。2015年1月21日にキングレコードから発売された。

## 概要
アルバムタイトルは、イソップ寓話の一節からきている。
前作『次の足跡』以来、1年ぶりのアルバムとなる。前作同様「Type A」、「Type B」、「劇場盤」の3タイプがあり、「Type A」は「初回限定盤」と「通常盤」の2種類がある。「Type A」の「初回限定盤」にはDVDが付いている。

## アートワーク
| Type A（表） | 生駒里奈、柏木由紀、川栄李奈、木﨑ゆりあ、小嶋陽菜、指原莉乃、島崎遥香、高橋みなみ、松井珠理奈、松井玲奈、峯岸みなみ、宮澤佐江、宮脇咲良、山本彩、横山由依、渡辺麻友 |
| Type B（表） | 生駒里奈、柏木由紀、川栄李奈、木﨑ゆりあ、小嶋陽菜、指原莉乃、島崎遥香、高橋みなみ、松井珠理奈、松井玲奈、峯岸みなみ、宮澤佐江、宮脇咲良、山本彩、横山由依、渡辺麻友 |
| 劇場盤（表） | 柏木由紀、小嶋陽菜、指原莉乃、島崎遥香、高橋みなみ、松井珠理奈、横山由依、渡辺麻友                                                                                   |
| 劇場盤（裏） | 生駒里奈、川栄李奈、木﨑ゆりあ、松井玲奈、峯岸みなみ、宮澤佐江、宮脇咲良、山本彩                                                                                     |

## 販売形態
Type A 初回限定盤
2 CD + DVD + 生写真1枚
Type A 通常盤
2 CD + 生写真1枚
Type B
2 CD + 生写真1枚
劇場盤
CD + 下記3種類から選択
1. 発売記念大写真会 参加券1枚 + 生写真1枚
2. 発売記念大写真会 当日メンバー指名参加券1枚 + 生写真1枚
3. 生写真3枚（うち1枚は限定アザーカット生写真〈限定クレジット入り〉）

## チャート成績
発売初週の売上枚数は約74万7000枚で、アルバムとしては『1830m』『次の足跡』に続いて初動70万枚を突破した。さらに初動でオリコン週間チャート1位獲得は、『ここにいたこと』から4作連続・通算5作目となる。これによって『神曲たち』を含めた通算5作目のアルバム首位は、プリンセス・プリンセス、Perfumeに並ぶ女性グループ歴代1位タイ記録となった。1stオリジナルアルバムからの4作連続首位は、SPEEDが保持していた3作連続を15年1か月ぶりに更新し、女性グループ新記録を樹立した。オリコン月間（2015年1月）ランキング第1位の作品である。オリコン2015年 年間アルバムランキングにおいて4位となった。

## メディアでの使用
愛の存在
ドキュメンタリー映画『DOCUMENTARY of AKB48 The time has come 少女たちは、今、その背中に何を想う?』主題歌
ここがロドスだ、ここで跳べ!
スカパー!『第4回 AKB48 紅白対抗歌合戦』CMソング
All of you
新生銀行カードローン レイク『ボクにはボクの使い方 ボクのレイク』「ボクのレイクはじまる」篇 CMソング

## 収録トラック
「Type A」は「初回限定盤」と「通常盤」の2種類が存在するが、CDの収録内容は同一。

### Disc 1（Type A / Type B）
| 全作詞: 秋元康。 | |           |              |                |      |
| #                | タイトル | 作詞      | 作曲         | 編曲           | 時間 |
| 1.               | 「希望的リフレイン」 | 秋元康    | 井上ヨシマサ | 井上ヨシマサ   | 4:54 |
| 2.               | 「ラブラドール・レトリバー」 | 秋元康    | 丸谷マナブ   | 佐々木裕       | 4:55 |
| 3.               | 「Reborn」(チームサプライズ) | 秋元康    | 俊龍         | 生田真心       | 4:32 |
| 4.               | 「鈴懸の木の道で「君の微笑みを夢に見る」と言ってしまったら僕たちの関係はどう変わってしまうのか、僕なりに何日か考えた上でのやや気恥ずかしい結論のようなもの」 | 秋元康    | 織田哲郎     | 野中“まさ”雄一 | 5:28 |
| 5.               | 「前しか向かねえ」 | 秋元康    | 古城康行     | 板垣祐介       | 4:20 |
| 6.               | 「君の瞳はプラネタリウム」(AKB48研究生) | 秋元康    | Noda Akiko   | 野中“まさ”雄一 | 5:08 |
| 7.               | 「2人はデキテル」(小嶋陽菜・北川謙二) | 秋元康    | 和泉一弥     | 野中“まさ”雄一 | 4:39 |
| 8.               | 「ハート・エレキ」 | 秋元康    | 丸谷マナブ   | 増田武史       | 4:57 |
| 9.               | 「心のプラカード」 | 秋元康    | 板垣祐介     | 武藤星児       | 4:06 |
| 10.              | 「47の素敵な街へ」(Team 8) | 秋元康    | Sungho       | 野中“まさ”雄一 | 4:19 |
| 11.              | 「選んでレインボー」(てんとうむChu!) | 秋元康    | 井上トモノリ | 増田武史       | 4:19 |
| 12.              | 「恋とか…」 | 秋元康    | 若田部誠     | 若田部誠       | 4:39 |
| 13.              | 「愛の存在」 | 秋元康    | 伊藤心太郎   | 若田部誠       | 3:49 |
| 合計時間:        | 合計時間: | 合計時間: | 合計時間:    | 60:05          |      |

### Disc 2（Type A）
| 全作詞: 秋元康。 |                                      |           |              |              |      |
| #                | タイトル                             | 作詞      | 作曲         | 編曲         | 時間 |
| 1.               | 「Conveyor」(横山Team K)             | 秋元康    | 岩崎誠司     | 板垣祐介     | 4:10 |
| 2.               | 「清純フィロソフィー」(峯岸Team 4)   | 秋元康    | 多田慎也     | 生田真心     | 3:43 |
| 3.               | 「へなちょこサポート」(Team 8)       | 秋元康    | 伊藤心太郎   | 伊藤心太郎   | 4:17 |
| 4.               | 「彼女」(宮脇咲良)                   | 秋元康    | 伊藤心太郎   | 伊藤心太郎   | 4:07 |
| 5.               | 「ダウンタウンホテル100号室」        | 秋元康    | NAMITO       | NAMITO       | 3:17 |
| 6.               | 「セーラーゾンビ」(ミルクプラネット) | 秋元康    | 井上ヨシマサ | 井上ヨシマサ | 4:25 |
| 7.               | 「純情ソーダ水」(渡辺麻友)           | 秋元康    | 片桐周太郎   | 片桐周太郎   | 4:50 |
| 8.               | 「愛と悲しみの時差」(山本彩)         | 秋元康    | 若田部誠     | 若田部誠     | 3:50 |
| 9.               | 「Birth」                            | 秋元康    | 三浦誠司     | 三浦誠司     | 4:42 |
| 10.              | 「7回目の「レミゼ」」(小嶋陽菜)      | 秋元康    | E.L.F        | E.L.F        | 6:03 |
| 11.              | 「Oh! Baby!」(高橋Team A)            | 秋元康    | Ruby         | 佐々木裕     | 4:28 |
| 12.              | 「ここがロドスだ、ここで跳べ!」      | 秋元康    | つじたかひろ | 武藤星児     | 4:50 |
| 合計時間:        | 合計時間:                            | 合計時間: | 合計時間:    | 52:42        |      |

### Disc 2（Type B）
| 全作詞: 秋元康。 |                                                |           |                |                        |      |
| #                | タイトル                                       | 作詞      | 作曲           | 編曲                   | 時間 |
| 1.               | 「僕たちのイデオロギー」                       | 秋元康    | 藤本貴則       | 藤本貴則               | 3:31 |
| 2.               | 「To goで」(倉持Team B)                        | 秋元康    | 田中俊亮       | 武藤星児               | 4:26 |
| 3.               | 「教えてMommy」                                | 秋元康    | 井上トモノリ   | 井上トモノリ、久下真音 | 4:21 |
| 4.               | 「切ないリプライ」(指原莉乃)                   | 秋元康    | 吉田敬子       | 佐々木裕               | 4:18 |
| 5.               | 「パナマ運河」                                 | 秋元康    | 鳥海剛史       | 野中“まさ”雄一         | 4:59 |
| 6.               | 「赤いピンヒールとプロフェッサー」(松井珠理奈) | 秋元康    | フジノタカフミ | 久下真音               | 4:09 |
| 7.               | 「よわむしけむし」(柏木由紀)                   | 秋元康    | 伊藤心太郎     | 伊藤心太郎             | 4:30 |
| 8.               | 「涙は後回し」(峯岸Team 4)                     | 秋元康    | 依光輝久       | 若田部誠               | 4:49 |
| 9.               | 「All of you」(高橋みなみ)                     | 秋元康    | 長谷川湊       | Boyz Toyz              | 3:28 |
| 10.              | 「友達でいられるなら」                         | 秋元康    | 井上トモノリ   | 板垣祐介               | 4:35 |
| 11.              | 「今日までのメロディー」                       | 秋元康    | 井上ヨシマサ   | 井上ヨシマサ           | 4:49 |
| 12.              | 「生き続ける」                                 | 秋元康    | 新屋豊         | 新屋豊                 | 4:49 |
| 合計時間:        | 合計時間:                                      | 合計時間: | 合計時間:      | 52:44                  |      |

### Disc 3（Type A）
| #  | タイトル                                   | 作詞 | 作曲・編曲 | 監督     |
| -- | ------------------------------------------ | ---- | ---------- | -------- |
| 1. | 「従順なSlave」(Team A)                    |      |            | 中村太洸 |
| 2. | 「初めてのドライブ」(Team K)               |      |            | 土屋隆俊 |
| 3. | 「ロンリネスクラブ」(Team B)               |      |            | 井上哲央 |
| 4. | 「目を開けたままのファーストキス」(Team 4) |      |            | 井上強   |
| 5. | 「47の素敵な街へ」(Team 8)                 |      |            | 高橋栄樹 |
| 6. | 「Reborn」(チームサプライズ)               |      |            | 高橋栄樹 |

### 劇場盤
| 全作詞: 秋元康。 | |           |              |                |      |
| #                | タイトル | 作詞      | 作曲         | 編曲           | 時間 |
| 1.               | 「希望的リフレイン」 | 秋元康    | 井上ヨシマサ | 井上ヨシマサ   | 4:54 |
| 2.               | 「ラブラドール・レトリバー」 | 秋元康    | 丸谷マナブ   | 佐々木裕       | 4:55 |
| 3.               | 「Reborn」(チームサプライズ) | 秋元康    | 俊龍         | 生田真心       | 4:32 |
| 4.               | 「鈴懸の木の道で「君の微笑みを夢に見る」と言ってしまったら僕たちの関係はどう変わってしまうのか、僕なりに何日か考えた上でのやや気恥ずかしい結論のようなもの」 | 秋元康    | 織田哲郎     | 野中“まさ”雄一 | 5:28 |
| 5.               | 「前しか向かねえ」 | 秋元康    | 古城康行     | 板垣祐介       | 4:20 |
| 6.               | 「君の瞳はプラネタリウム」(AKB48研究生) | 秋元康    | Noda Akiko   | 野中“まさ”雄一 | 5:08 |
| 7.               | 「2人はデキテル」(小嶋陽菜・北川謙二) | 秋元康    | 和泉一弥     | 野中“まさ”雄一 | 4:39 |
| 8.               | 「ハート・エレキ」 | 秋元康    | 丸谷マナブ   | 増田武史       | 4:57 |
| 9.               | 「心のプラカード」 | 秋元康    | 板垣祐介     | 武藤星児       | 4:06 |
| 10.              | 「47の素敵な街へ」(Team 8) | 秋元康    | Sungho       | 野中“まさ”雄一 | 4:19 |
| 11.              | 「選んでレインボー」(てんとうむChu!) | 秋元康    | 井上トモノリ | 増田武史       | 4:19 |
| 12.              | 「恋とか…」 | 秋元康    | 若田部誠     | 若田部誠       | 4:39 |
| 13.              | 「愛の存在」 | 秋元康    | 伊藤心太郎   | 若田部誠       | 3:50 |
| 14.              | 「最初の愛の物語」 | 秋元康    | 平隆介       | 野中“まさ”雄一 | 3:46 |
| 合計時間:        | 合計時間: | 合計時間: | 合計時間:    | 63:52          |      |

## 歌唱メンバー

### 愛の存在
- 入山杏奈、柏木由紀、川栄李奈、木﨑ゆりあ、北原里英、小嶋陽菜、指原莉乃[注 2]、島崎遥香、須田亜香里[注 3]、高橋みなみ、松井珠理奈[注 4]、松井玲奈[注 5]、峯岸みなみ、宮澤佐江[注 6]、山本彩[注 7]、横山由依、渡辺麻友

### Conveyor
横山Team K
- 相笠萌、阿部マリア、石田晴香、岩佐美咲、内田眞由美、北原里英、小嶋真子、兒玉遥[注 8]、小林香菜、後藤萌咲、島田晴香、下口ひなな、鈴木紫帆里、鈴木まりや、田野優花、永尾まりや、松井珠理奈[注 4]、宮崎美穂、山本彩[注 7]、湯本亜美、横山由依

### へなちょこサポート
Team 8
- 坂口渚沙、横山結衣、谷川聖、佐藤七海、早坂つむぎ、佐藤朱、舞木香純、岡部麟、本田仁美、清水麻璃亜、髙橋彩音、吉川七瀬、小栗有以、小田えりな、佐藤栞、左伴彩佳、藤村菜月、横道侑里、服部有菜、山本亜依、橋本陽菜、北玲名、長久玲奈、近藤萌恵里、永野芹佳、太田奈緒、山田菜々美、山本瑠香、大西桃香、濵咲友菜、中野郁海、阿部芽唯、人見古都音、谷優里、下尾みう、濵松里緒菜、行天優莉奈、高岡薫、廣瀬なつき、森脇由衣、福地礼奈、岩﨑萌花、倉野尾成美、吉野未優、谷口もか、下青木香鈴、宮里莉羅

### ダウンタウンホテル100号室
- 大島涼花、岡田奈々、木﨑ゆりあ、高橋朱里、田野優花、宮前杏実[注 3]、武藤十夢

### Birth
- 大和田南那、川本紗矢、北川綾巴[注 3]、後藤萌咲、坂口渚沙、田島芽瑠[注 2]、田中美久[注 2]、朝長美桜[注 8]、中野郁海、西野未姫、矢吹奈子[注 2]

### Oh! Baby!
高橋Team A
- 飯野雅、市川愛美、入山杏奈、岩田華怜、川栄李奈、小嶋菜月、小嶋陽菜、島崎遥香、高橋みなみ、田北香世子、達家真姫宝、谷口めぐ、中田ちさと、中西智代梨、中村麻里子、西山怜那、藤田奈那、古畑奈和[注 4]、前田亜美、松井咲子、宮脇咲良[注 8]、武藤十夢、森川彩香、矢倉楓子[注 7]

### ここがロドスだ、ここで跳べ!
- 東李苑[注 3]、穴井千尋[注 2]、生駒里奈[注 9]、入山杏奈、加藤玲奈、兒玉遥[注 8]、篠崎彩奈、渋谷凪咲[注 7]、白間美瑠[注 10]、谷真理佳[注 3]、福岡聖菜、二村春香[注 3]、古畑奈和[注 4]、村山彩希、森保まどか[注 2]、矢倉楓子[注 7]

### 僕たちのイデオロギー
- 市川美織[注 10]、岩田華怜、岩立沙穂、内山奈月、木本花音、久代梨奈[注 10]、小嶋真子、込山榛香、佐々木優佳里、田中菜津美[注 2]、平田梨奈、向井地美音、村重杏奈[注 11]、本村碧唯[注 2]、薮下柊[注 10]、吉田朱里[注 10]

### To goで
倉持Team B
- 生駒里奈[注 9]、伊豆田莉奈、内山奈月、梅田綾乃、大島涼花、大家志津香、大和田南那、小笠原茉由、柏木由紀、川本紗矢、倉持明日香、高城亜樹、高橋朱里、竹内美宥、田名部生来、朝長美桜[注 8]、名取稚菜、野澤玲奈、橋本耀、平田梨奈、福岡聖菜、横島亜衿、渡辺麻友

### パナマ運河
- 川栄李奈、松井玲奈[注 5]、峯岸みなみ、渡辺美優紀[注 12]

### 涙は後回し
峯岸Team 4
- 岩立沙穂、大川莉央、大森美優、岡田彩花、岡田奈々、加藤玲奈、木﨑ゆりあ、北澤早紀、小谷里歩[注 7]、小林茉里奈、込山榛香、佐々木優佳里、佐藤妃星、篠崎彩奈、渋谷凪咲[注 7]、土保瑞希、西野未姫、前田美月、峯岸みなみ、向井地美音、村山彩希、茂木忍

### 友達でいられるなら
- 島崎遥香、横山由依

### 生き続ける
- 梅田彩佳[注 10]、大場美奈[注 3]、小笠原茉由、北原里英、倉持明日香、小谷里歩[注 7]、佐藤すみれ[注 3]、柴田阿弥[注 3]、須田亜香里[注 3]、高城亜樹、高柳明音[注 13]、中西智代梨、藤江れいな[注 10]、宮澤佐江[注 6]、山田菜々[注 12]、山内鈴蘭[注 3]

### 最初の愛の物語
- 大和田南那、川栄李奈、高橋朱里

### 既発曲
希望的リフレイン
- 生駒里奈、入山杏奈、大島涼花、大和田南那、柏木由紀、加藤玲奈、川栄李奈、川本紗矢、木﨑ゆりあ、小嶋陽菜、小嶋真子、兒玉遥、指原莉乃、島崎遥香、白間美瑠、須田亜香里、高橋朱里、高橋みなみ、田野優花、中野郁海、松井珠理奈、松井玲奈、峯岸みなみ、宮脇咲良、宮澤佐江、向井地美音、武藤十夢、森保まどか、山本彩、横山由依、渡辺麻友、渡辺美優紀

ラブラドール・レトリバー
- 市川美織、入山杏奈、多田愛佳、大場美奈、大和田南那、岡田奈々、柏木由紀、加藤玲奈、川栄李奈、木﨑ゆりあ、北川綾巴、北原里英、木本花音、小嶋陽菜、小嶋真子、兒玉遥、指原莉乃、渋谷凪咲、島崎遥香、須田亜香里、田島芽瑠、高橋朱里、高橋みなみ、朝長美桜、西野未姫、古畑奈和、松井珠理奈、松井玲奈、峯岸みなみ、宮脇咲良、矢倉楓子、薮下柊、山本彩、横山由依、渡辺麻友、渡辺美優紀

Reborn
チームサプライズ
- 石田晴香、伊豆田莉奈、岩佐美咲、岩立沙穂、内田眞由美、大家志津香、小嶋菜月、小林茉里奈、佐々木優佳里、篠崎彩奈、鈴木紫帆里、鈴木まりや、田名部生来、中田ちさと、中村麻里子、名取稚菜、前田亜美、松井咲子、森川彩香

鈴懸の木の道で「君の微笑みを夢に見る」と言ってしまったら僕たちの関係はどう変わってしまうのか、僕なりに何日か考えた上でのやや気恥ずかしい結論のようなもの
- 阿部マリア、鵜野みずき、大場美奈、大家志津香、上枝恵美加、菊地あやか、北原里英、佐々木優佳里、田野優花、土保瑞希、名取稚菜、平田梨奈、藤江れいな、古畑奈和、松井珠理奈、湯本亜美

前しか向かねえ
- 大島優子、柏木由紀、川栄李奈、小嶋陽菜、小嶋真子、指原莉乃、島崎遥香、須田亜香里、高橋みなみ、松井珠理奈、松井玲奈、峯岸みなみ、山本彩、横山由依、渡辺麻友、渡辺美優紀

君の瞳はプラネタリウム
- 市川愛美、大和田南那、込山榛香、佐藤妃星、土保瑞希、福岡聖菜、向井地美音、湯本亜美

ハート・エレキ
- 入山杏奈、大島優子、多田愛佳、柏木由紀、川栄李奈、小嶋陽菜、指原莉乃、島崎遥香、高橋みなみ、松井珠理奈、松井玲奈、峯岸みなみ、山本彩、横山由依、渡辺麻友、渡辺美優紀

心のプラカード
- 生駒里奈、柏木由紀、川栄李奈、小嶋陽菜、指原莉乃、柴田阿弥、島崎遥香、須田亜香里、高橋みなみ、松井珠理奈、松井玲奈、宮脇咲良、宮澤佐江、山本彩、横山由依、渡辺麻友

47の素敵な街へ
Team 8
- 坂口渚沙、横山結衣、谷川聖、佐藤七海、早坂つむぎ、佐藤朱、舞木香純、岡部麟、本田仁美、清水麻璃亜、髙橋彩音、吉川七瀬、小栗有以、小田えりな、佐藤栞、左伴彩佳、藤村菜月、横道侑里、服部有菜、山本亜依、橋本陽菜、北玲名、長久玲奈、近藤萌恵里、永野芹佳、太田奈緒、山田菜々美、山本瑠香、大西桃香、濵咲友菜、中野郁海、阿部芽唯、人見古都音、谷優里、下尾みう、濵松里緒菜、行天優莉奈、高岡薫、廣瀬なつき、森脇由衣、福地礼奈、岩﨑萌花、倉野尾成美、吉野未優、谷口もか、下青木香鈴、宮里莉羅

選んでレインボー
てんとうむChu !
- 岡田奈々、北川綾巴、小嶋真子、渋谷凪咲、田島芽瑠、朝長美桜、西野未姫

恋とか…
- 石田晴香、伊豆田莉奈、市川愛美、内田眞由美、内山奈月、梅田綾乃、大川莉央、岡田彩花、片山陽加、北澤早紀、小嶋菜月、小林香菜、込山榛香、佐藤妃星、鈴木まりや、達家真姫宝、田名部生来、近野莉菜、土保瑞希、中田ちさと、名取稚菜、野中美郷、橋本耀、福岡聖菜、松井咲子、宮崎美穂、森川彩香、湯本亜美

清純フィロソフィー
峯岸Team 4
- 相笠萌、岩立沙穂、内山奈月、梅田綾乃、岡田彩花、岡田奈々、北澤早紀、小嶋真子、篠崎彩奈、髙島祐利奈、西野未姫、橋本耀、前田美月、峯岸みなみ、村山彩希、茂木忍

セーラーゾンビ
ミルクプラネット
- 岩田華怜、横山由依、渡辺麻友

教えてMommy
- 大和田南那、川栄李奈、小嶋真子、島崎遥香、塚本まり子、渡辺麻友

今日までのメロディー
- 秋元才加、今井優、梅田彩佳、大島優子、大堀恵、河西智美、柏木由紀、川栄李奈、北原里英、倉持明日香、小嶋陽菜、小嶋真子、小林香菜、指原莉乃、佐藤夏希、島崎遥香、高田彩奈、高橋みなみ、野呂佳代、早野薫、増田有華、松井珠理奈、松原夏海、峯岸みなみ、宮澤佐江、横山由依、渡辺麻友